# جوني سبينس
جوني سبينس (بالإنجليزية: Johnnie Spence)‏ هو موزع موسيقي بريطاني، ولد في 4 فبراير 1936، وتوفي في 15 أغسطس 1977.

## وصلات خارجية
- جوني سبينس على موقع IMDb (الإنجليزية)
- جوني سبينس على موقع ميوزك برينز (الإنجليزية)